# Любослав Костов
Любослав Емилов Костов е български учен, икономист, синдикалист и университетски преподавател. Костов е директор на Института за социални и синдикални изследвания от 2021 г., както и главен икономист и вицепрезидент на Конфедерацията на независимите синдикати в България (КНСБ) от 2022 г.

## Биография
Любослав Костов е роден на 16 август 1991 г. в Кюстендил, България. Завършва средно образование в езикова гимназия „Доктор Петър Берон“ в град Кюстендил с профилирано изучаване на немски език през май 2010 г. В периода 2010 г. – 2014 г. последователно завършва бакалавърка и магистрска степен по макроикономика в Университета за Национално и Световно Стопанство (УНСС). През 2015 г. Костов осъществява две последователни следдипломни квалификации. Първата специализация е проведена в University of Turin в град Торино, Италия в кампуса на Международния център за обучения на Междуародната организация на труда (МОТ). Втората специализация Костов изкарва в Escuela Julian Basteiro в град Мадрид, Испания. През 2016 г. започва своята редовна докторантура в катедра „Икономикс" в УНСС, а през 2019 г. получава научна степен „доктор" по Политическа икономия: (микроикономика и макроикономика) в същия университет.

## Професионална кариера
Любослав Костов започва работа като икономически анализатор в Института за социални и синдикални изследвания към КНСБ през 2015 г. През 2017 г. е повишен на позиция главен асистент в ИССИ, като през 2021 г. става директор на ИССИ и главен икономист на КНСБ. През 2022 г. Костов разширява дейността на ИССИ, като добавя звено „Обучения“, дейност, унаследена от Колежа за работнически обучения към КНСБ. През 2022 г. след Деветия конгрес на КНСБ Любослав Костов е преизбран за главен икономист на КНСБ с ранг на вицепрезидент на Конфедерацията с 5-годишен мандат.

### Членства

#### Членство на национално ниво
- От 2020 г. е член на Съюза на икономистите в България[16].
- От 2021 г. е член на Икономически и социален съвет на България като представител на групата на работниците и служителите (втора група).[17]
- От 2021 г. е член на Координационния съвет на КНСБ[18].
- От 2022 г. е член на Изпълнителния комитет на КНСБ[19].
- От 2022 г. е член на Националния съвет за тристранно сътрудничество.[20]
- От 2023 г. е член на Консултативния съвет на Българската банка за развитие[21] като представител на КНСБ.[22]
- От 2024 г. е член на Управителния съвет на Благотворителен фонд „проф. Желязко Христов"[23]

#### Членство на международно ниво
- В периода ноември 2015 – юни 2019 г. е заместник-член на Европейския икономически и социален комитет като представител на групата на работниците и служителите (втора група)[24]. През този период Костов участва ежемесечно в пленарните сесии на ЕИСК във форматECO[25] и TEN[26], като е участвал и в разработването на становища на ЕИСК в отделните комисии и работни групи.

## Академична кариера
Любослав Костов е преподавател в УНСС, водещ курсове за бакалаври и магистри. С преподавателската си дейност Костов покрива следните академични направления:
- Макроикономика[28]
- Икономически явления, процеси и измерители[29]
- Заплащане на труда[30]
- Преддипломен стаж[31]
- Човешки капитал[32]

Основните му изследователски интереси са в направленията на приложната икономика, политическата икономия на популизма, неравенствата, пазара на труда, заплащането, „Индустрия 4.0“ и трудовата продуктивност.

### Избрани публикации и научни трудове
- Kostov, L. (2020). The Impact of Labor Productivity on Wages in the EU. Economic Thought Journal. Issue 3. Pp. 146 – 158.
- Kostov, L. (2017). The impact of economic growth on inflation and unemployment in Bulgaria, 2006 – 2016. SEER Journal for Labour and Social Affairs in Eastern Europe. Volume 20. pp. 85 – 100.
- Kostov, L. (2020). The Impact of Labour Productivity on Wages, 2000 – 2017. SEER. Journal for Labour and Social Affairs in Eastern Europe. Volume 22. Issue 22. pp. 217 – 224.
- Kostov, L. (2024). Collective bargaining as a tool for real wage increases. SEER: Journal for Labour and Social Affairs in Eastern Europe, 27(1), 43 – 56.
- Костов, Л. (2024). Икономика и демография: преглед на литературата. Научни трудове на УНСС, 2(2), 65 – 75.
- Kostov, L. (2023). Modern inequalities: a review of the literature. SEER: Journal for Labour and Social Affairs in Eastern Europe, 26(1), 81 – 94.
- Костов, Л. (2024). Средносрочната бюджетна прогноза като инструмент за формулирането на фискалната политика на България. Научни трудове УНСС, 4(4), 147 – 157.

### Магистратура „Синдикализъм и синдикални политики"
През 2024 г. Костов, съвместно с КНСБ и катедра „Политология" към УНСС, създава първата за Източна Европа магистратура по „Синдикализъм и синдикални политики". Магистратурата е подходяща за неопитни кадри, които желаят да придобият знания относно синдикалните, трудовите и политическите процеси както на национално, така и на международно ниво.

## Публицистика
Тук е изброена част от публицистиката на д-р. Любослав Костов, който има своя коментаторска колона във Вестник 24 часа.
- 133 лв. ръст на минималната работна заплата - 5 ползи, Вестник 24 часа[36]
- Пробивите идват от хора до 40 г. Какво ни чака, като континентът застарява?, Вестник 24 часа[37]
- Коментар на седмицата №2: Една неделя ще се събудим изненадани - ИИ ще е предизвикал нещо. Както ни изненада ковид, Вестник 24 часа[38]
- Богатите у нас: 1841 с над 1 милион добавиха към влоговете 578 млн. лева (Графики), Вестник 24 часа[39]
- Кога ще ни стигнат немците и французите? Никога, Вестник 24 часа[40]

## Медийни участия
Тук са изброени част от медийните участния на д-р. Любослав Костов.
- Рубрика: Участия на Любослав Костов в ефира на БТВ[41]
- Костов: Държавата трябва да действа през разходите, а не през приходите, Нова ТВ[42]
- Рубрика: Участия на Любослав Костов в ефира на БНТ[43]

## Стихосбирка SAUDADE
През 2025 г. д-р. Любослав Костов издава първата си стихосбирка SAUDADE. Стихосбирката е посветена на любовта в различните ѝ измерения – любовта към отечеството, към ближния, към семейството и родовата памет. В стихосбирката също така се откриват и стихотворения със социална тематика. Стихосбирката е широко харесвана от различните среди, пред които Костов я представя – пред студенти, университетски преподаватели и колеги.